# 明费尔德
明费尔德是德国莱茵兰-普法尔茨州的一个市镇。总面积8.41平方公里，总人口1497人，其中男性735人，女性762人（2011年12月31日），人口密度178人/平方公里。